# Sophie Chotek
Sophie Chotek gravin von Chotova, hertogin von Hohenberg (Stuttgart, 1 maart 1868 — Sarajevo, 28 juni 1914), was de vrouw van aartshertog Frans Ferdinand van Oostenrijk-Este, de Oostenrijks-Hongaarse troonopvolger. In 1914 werd ze samen met haar echtgenoot vermoord.

## Biografie

### Afkomst
Sophie Chotek stamde uit de Boheemse adel en was een hofdame aan het Habsburgse hof in Wenen. Ze was een dochter van Boguslaw Chotek von Chotkow en diende als hofdame van keizerin Elisabeth.

### Huwelijk en kinderen
Tijdens een dansavond in Praag in 1888 leerde zij aartshertog Frans Ferdinand van Habsburg-Lotharingen kennen. Uiteindelijk trouwde ze in 1900 met de troonopvolger, zeer tegen de zin van Frans Jozef I, die het morganatisch huwelijk slechts na aandringen van de aartshertog, paus Leo XIII en de Duitse keizer Wilhelm II goedkeurde. Strenge voorwaarde was dat Sophie altijd op de achtergrond moest blijven. Mocht haar man keizer worden, dan bleef zij aartshertogin. Hun kinderen waren uitgesloten van de troonopvolging, in geval van overlijden van de aartshertog zou aartshertog Karel (de latere keizer Karel I van Oostenrijk) keizer worden. Dit was voldoende reden voor Frans Ferdinand en zijn vrouw om zich in het rustieke Konopiště (Bohemen), ver buiten het hof van Wenen te vestigen.
Frans Ferdinand en Sophie kregen drie kinderen:
- Sophie (1901-1990)
- Maximiliaan (1902-1962)
- Ernst (1904-1954)

Keizer Frans Jozef kende haar in 1909 de titel 'Herzogin von Hohenberg' toe.

### Moord
Tijdens hun officiële bezoek aan Sarajevo, de hoofdstad van Bosnië en Herzegovina (toen een Oostenrijkse provincie) werden Sophie en Frans Ferdinand tijdens een rijtoer doodgeschoten door Gavrilo Princip. Naar aanleiding van deze moord verklaarde Oostenrijk de oorlog aan Servië en dit leidde weer tot de Eerste Wereldoorlog.